# Nokia N9
Nokia N9, annonserad 21 juni 2011, är en Linuxbaserad surfmobil baserad på plattformen MeeGo. N9 har en kapacitiv pekskärm och saknar det fysiska Qwerty-tangentbordet som föregångaren N900 har. Arbetsminnet är på 1 GB och lagringskapaciteten är ett inbyggt minne på antingen 16 GB eller 64 GB.
N9 är företagets andra kommersiella Maemo/MeeGo-baserade enhet med telefonfunktioner. Bland skillnaderna mot föregångaren N900 märks bland annat att modellen saknar fysiskt qwerty-tangentbord och FM-sändare. Däremot har N9 lagt till NFC, mms och snabbare 3G-krets för både ned- och uppladdningar. Ytterligare en skillnad är att N9 använder micro-SIM istället för SIM som N900 gör. Nokia N9 är Nokias första mobiltelefon med kortplats för micro-SIM.
Nokia N9 utvecklades under kodnamnet "Lankku" vilket betyder "planka" eller "bräda" på svenska.

## Nokia N950
Nokia N950 är en variant av Nokia N9 som tillverkades i en begränsad upplaga (250 exemplar) för att lånas ut till utvecklare . N950 var något större än N9, med ett fysiskt qwerty-tangentbord, en 0,3 tum större skärm, och ett skal i aluminium i stället för polykarbonat. N950 hade an annan kamera och en nyare Bluetooth-modul. Den saknade NFC och hade ett batteri med mindre kapacitet .

## Operativsystem
N9 lanserades med systemet MeeGo 1.2 Harmattan.

## Processorer
Nokia N9 drivs av systemchipet OMAP 3630, som är ett "system-on-a-chip" (SoC) från Texas Instruments. Plattformen är i princip samma som på föregångaren N900, förutom den höjda klockfrekvensen på huvudprocessorn.
OMAP 3630 består av tre mikroprocessorer. Huvudprocessorn ARM Cortex A8 med klockfrekvensen 1000 MHz (jämfört med 600 MHz i N900) används för att köra operativsystemet och applikationerna. Grafikkortet PowerVR SGX 530 (från Imagination Technologies) stöder OpenGL ES 2.0 och klarar upp till 14 MPolys/s. Därtill har N9 en Texas Instruments TMS320C64x digital signalprocessor för att avlasta huvudprocessorn.
OMAP 3630 stöder fotografering med upp till 12 megapixel, men N9 har en kamera som klarar maximalt 8 megapixel.